# Asuman Baytop
Asuman Baytop (ur. 20 marca 1920 w Stambule, zm. 18 lutego 2015 tamże) – turecka botanik, kolekcjonerka roślin, farmakolog i nauczycielka. Znana ze swoich prac na temat właściwości leczniczych roślin występujących na terenie Turcji. Studiowała farmację na Uniwersytecie Stambulskim. Jej mężem był Turhan Baytop. W czasie studiów założyła zielnik, w którym opisano 58 tysięcy okazów (Asuman Baytop osobiście opisała 23 300 gatunków). Niektóre z nich to: Lycium anatolicum, Nonea macrantha, Nonea pulla scabrisquamata, Roemeria carica, Silene anatolica, oraz Gladiolus attilae.
Zmarła 18 lutego 2015.

## Upamiętnienie
W uznaniu jej wkładu w rozwój botaniki, jej imieniem bądź nazwiskiem nazwano następujące gatunki roślin:
- Allium baytopiorum
- Apera baytopiana
- Asphodeline baytopiae
- Astracantha baytopiana
- Cirsium baytopiae
- Colchicum baytopiorum
- Crocus asumaniae
- Crocus baytopiorum
- Fritillaria asumaniae
- Galium baytopianum
- Gypsophila baytopiorum
- Stachys baytopiorum
- Tripleurospermum baytopianum